# Mausoleo de Vicente Rocafuerte
El Mausoleo de Vicente Rocafuerte es una estructura que está ubicada en el Cementerio General de la ciudad de Guayaquil, Ecuador. Fue construido en el año 1925, diseñado por el escultor italiano U. Feltrin, y constituye un homenaje al expresidente de la República, don Vicente Rocafuerte.

## Descripción
El Mausoleo se encuentra ubicado al final del pasillo de la Puerta 3 del Cementerio General de Guayaquil, obteniendo el acceso por la calle Julián Coronel.
El Mausoleo tiene la forma de un semicírculo de 12,40 metros de diámetro y un radio de 6,20 metros, construido en hormigón y revestido de mármol blanco, con una altura de 1,70 metros, con dos alegorías de la Sabiduría y la Justicia, cada una de 1,85 metros de alto, sobre un pedestal de 1,51 metros de alto por 1,51 metros de ancho. Posee tres placas labradas en bronce con figuras que representan a la Ciencia, Sabiduría y la Claridad.
En la parte media del arco del semicírculo se encuentra un pedestal de 3,70 metros de alto con una base de 1,60 metros frente y 1,45 metros de ancho, en forma de pirámide truncada, con una estatua de Vicente Rocafuerte de 2,20 metros En la base de este pedestal, una estatua femenina de 2 metros de alto se encuentra abrazando el pedestal, como una alegoría de la Patria Entristecida.

## Restos
En este mausoleo reposan los restos de Vicente Rocafuerte Bejarano, además de los de Manuela de Jesús Garaycoa y Llaguno, quien fuera madre de su esposa, Baltazara Calderón Garaycoa.